# Buchia Buttress
Buchia Buttress ist eine Felsformation auf der Adelaide-Insel westlich der Antarktischen Halbinsel. Sie ragt am südwestlichen Ende des Mount Bouvier auf.
Die Benennung erfolgte 1982 durch das UK Antarctic Place-Names Committee. Namensgebend sind die hier anzutreffenden Fossilien mariner Muscheln der Gattung Buchia, die der British Antarctic Survey hier erstmals bei einer geologischen Untersuchung zwischen 1980 und 1981 fand.